# Margarita Diéguez Armas
Margarita Diéguez Armas, (México, D.F). diplomática mexicana, ha sido embajadora de México en Tanzania, el OPANAL, Bolivia, Países Bajos y Naciones Unidas además de directora de Organismos Internacionales de la Secretaría de Relaciones Exteriores